# Lagarde, Ariège
Lagarde är en kommun i departementet Ariège i regionen Occitanien i södra Frankrike. Kommunen ligger  i kantonen Mirepoix som ligger i arrondissementet Pamiers. År 2022 hade Lagarde 210 invånare.

## Befolkningsutveckling
Antalet invånare i kommunen Lagarde
Referens: INSEE